# روش‌های آمیزش جنسی

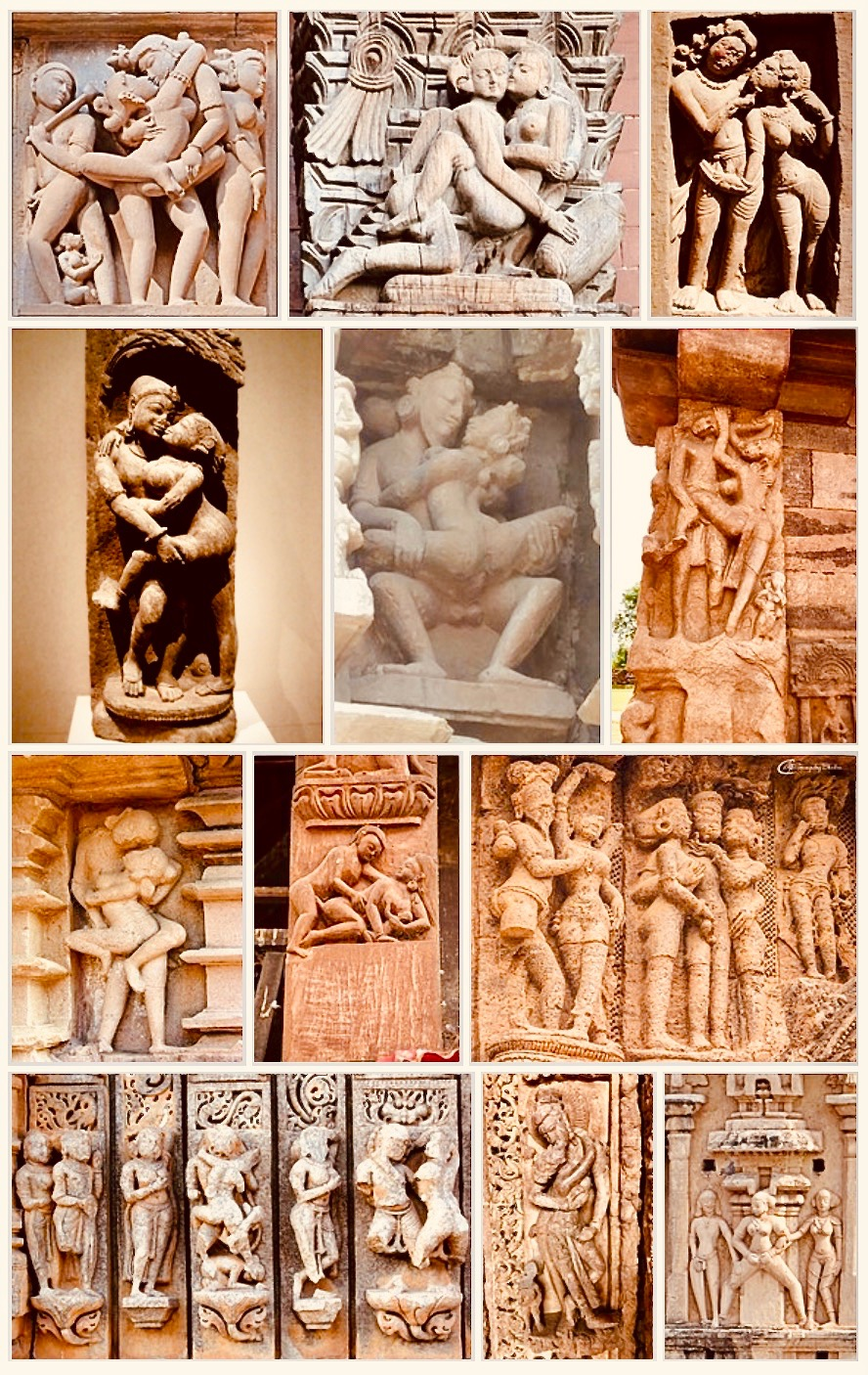
آثار هنری مرتبط با کامی در معابد هندو رایج‌اند. این صحنه‌ها شامل وضعیت‌های مختلف جنسی هستند. بالا: معابدی از قرن ششم تا چهاردهم در ایالت‌های مادیا پرادش، اوتار پرادش، راجستان، گجرات، کارناتاکا، چاتیسگر، اودیسا، تامیل نادو، آندرا پرادش و کشور نپال.

روش‌های آمیزش جنسی که معمولاً از آن‌ها با عنوان پوزیشن‌های سکس (به انگلیسی: sex positions) نیز یاد می‌شود، به حالت‌هایی از بدن گفته می‌شود که افراد برای انجام آمیزش جنسی یا دیگر فعالیت‌های جنسی در پیش می‌گیرند. اعمال جنسی معمولاً بر اساس حالت بدن افرادی که در آن مشارکت دارند توصیف می‌شوند. اگرچه آمیزش جنسی اغلب شامل دخول بدن یک نفر در بدن نفر دیگر است، اما وضعیت‌های جنسی می‌توانند شامل فعالیت‌های جنسی غیردخولی نیز باشند.
سه دستهٔ کلی و درعین‌حال هم‌پوشان از فعالیت‌های جنسی به‌طور معمول انجام می‌شوند: آمیزش واژینال، آمیزش جنسی مقعدی، و آمیزش جنسی دهانی. فعالیت‌های جنسی ممکن است در دستهٔ چهارمی نیز قرار بگیرند که آمیزش جنسی بدون دخول نامیده می‌شود و شامل تحریک اندام‌های جنسی یا مقعد با استفاده از انگشتان یا دست است. برخی از این فعالیت‌ها ممکن است شامل تحریک توسط ابزارهایی مانند اسباب‌بازی جنسی، آلت مصنوعی یا ویبراتور باشند. در هر یک از این انواع فعالیت‌های جنسی، وضعیت‌های متنوعی وجود دارد که افراد می‌توانند اتخاذ کنند، و برخی نویسندگان معتقدند که تعداد وضعیت‌های جنسی عملاً بی‌نهایت است.

## تاریخچه
راهنماهای آمیزش جنسی معمولاً راهنماهایی برای روش‌های آمیزش جنسی ارائه می‌دهند. این راهنماها تاریخچه بسیار کهنی دارند. در عصر یونانی-رومی یک راهنمای آمیزش توسط فیلینیس نگاشته شد که احتمالاتی مبتنی بر این مطرح است که او یک روسپی درباری(Courtesan) در عصر هلنیستی (قرن ۱ تا ۳ پیش از میلاد) بوده است.
کتاب کاما سوترا از واتسیایانا (فیلسوف هندی) که معتقدند میان قرون یک تا شش، نگاشته شده به بدنامی میان راهنماهای آمیزش جنسی شهرت دارد.
تفاوت در میان روش‌های آمیزش جنسی منجر به تفاوت میان ژرفا و زاویهٔ دخول می‌گردد. تلاش‌های زیادی صورت گرفته تا روش‌های آمیزش جنسی دسته‌بندی شوند.
آلفرد کینزی شش موقعیت بدوی آمیزش را دسته‌بندی کرد. از اولین متون زمان قرون وسطی در اروپا می‌توان به Speculum al foderi اشاره کرد که بعضاً به نام‌های «آینهٔ جماع» یا «آینه‌ای برای سپوزندگان» شناخته می‌شود. این متن در قرن پانزدهم به زبان کاتالان نگاشته شده و در ۱۹۷۰ کشف شده است.

## روش‌های همراه با دخول
این دسته از روش‌های آمیزش، مواردی را دربر می‌گیرند که در آنها آلت تناسلی مرد یا جسمی شبیه به آن (مثل دیلدو و سایر وسایل مانند آن) وارد واژن، مقعد یا دهان شریک جنسی می‌شود.

### دخول رو در رو
این روش، یکی از معمول‌ترین، طبیعی‌ترین و شناخته‌شده‌ترین روش‌های آمیزش است که بسیاری انجامش می‌دهند و بدین صورت است که زن به پشت خوابیده و به‌صورت تاق‌باز در زیر قرار گرفته و پاهای خود را به اندازه‌ای که احساس راحتی کند باز می‌کند و مرد در میان پاهای زن قرار گرفته و دخول می‌کند.
این حالت یکی از راحت‌ترین حالت‌های آمیزش است و به‌علت افقی قرار گرفتن مهبل یا بدن زن و جهت آلت مرد ورود و خروج به آسانی انجام می‌گیرد و دخول کامل است و جهت کامل‌تر داخل شدن آلت مرد پاهای خم‌شدهٔ زن بر روی شکم تا می‌شود که در این‌صورت آلت زن کاملاً در معرض دید مرد قرار می‌گیرد و تماس آلت مرد با دیواره مهبل نیز تأمین می‌شود ضمناً مرد از روبه‌رو به سینه‌ها و صورت و بدن زن جهت تحریک بیشتر دسترسی کامل دارد.

### روش پهلو به پهلو
به این روش آمیزش، اصطلاحاً پهلو به پهلو نیز گفته می‌شود. در این حالت هم مرد و هم زن به پهلو خوابیده و عمل دخول را انجام می‌دهند.

### روش دخول از پشت
این روش از جمله حالات طبیعی و رایج است و اصولاً در تمام جانوران و پستانداران این حالت دیده می‌شود در این روش زن روی شکم دراز می‌کشد و سپس پاها را روی شکم جمع می‌کند و باسن در این صورت کمی بالاتر قرار می‌گیرد و مرد از پشت در حالت نشسته یا ایستاده دخول می‌کند. در این حالت شکم مرد کاملاً با باسن زن تماس پیدا می‌کند، ولی به علت قرار گرفتن باسن زن بین مرد و زن دخول کامل ممکن نیست.

### روش زن سوارکار
در این روش مرد به پشت حالت تاق باز دراز کشیده و زن بر رو قرار گرفته و آلت مرد را در مهبل وارد می‌کند در این حالت زن می‌تواند روی مرد دراز بکشد در این صورت طرفین به بیشتر نقاط بدن یکدیگر دسترسی دارند و در حالت دیگر زن در حالی که پاهایش در طرفین مرد قرار دارد بر روی او می‌نشیند و حرکات افقی یا عمودی انجام می‌دهد در این حالت کلیتوریس کاملاً با اطراف آلت مردانه تماس دارد و این حالت در مواقعی انجام می‌گیرد که به دلایلی مرد قادر به انجام حرکات بدنی نباشد یا برای وی مضر باشد.

### حالت ضربدر
این حالت نوعی از حالت از پشت به پهلو با این فرق که وقتی مرد به حالت نشسته در میان پاهای زن که به پهلو دراز کشیده قرار گرفت زن و مرد هر دو پاها را به جای اینکه جمع کنند دراز می‌کنند در این حالت زن و مرد در هم رفته‌اند یک پای مرد در مقابل و پای دیگر در پشت زن به موازات بدن زن قرار دارد و پاهای زن نیز همچنین طرفین با کشیدن پاهای هم می‌توانند حرکات دخول را انجام دهند و در این حالت دخول عمقی است و نمی‌بایست حرکات ناگهانی و ضربه‌ای انجام گیرد زیرا برای زن ایجاد ناراحتی و درد در ناحیه تخمدان می‌کند.

### روش آمیزش نشسته
این روش جزو روش‌هایی هست که سطح تماس بدن زوج به حداکثر می‌رسد با وجودی که حرکت و هیجان در فعالیت جنسی کاهش می‌یابد لذت جنسی از طریق حس لامسه و حرکات مکمل مانند بوسیدن، نوازش کردن، ماساژ دادن تأمین می‌گردد.

### روش ایستاده
این روش برای زوج‌هایی پیشنهاد می‌گردد که مرد توانائی بلند کردن زن را داشته باشد و معمولاً به علت فشاری که بر مرد وارد می‌گردد و همچنین دلهره زن از واژگونی جنبه نمایشی و ایجاد تنوع دارد و لذت چندانی به نسبت روش‌های دیگر ندارد و برای بهبود کیفیت در این روش نشستن زن بر روی میز یا سطح بلند پیشنهاد می‌گردد.

### دخول مقعدی
آمیزش جنسی مقعدی یا دخول مقعدی نام گونه‌ای از آمیزش جنسی است که در آن یک آلت مردی یا شبیه آن برآمده وارد مقعد شریک جنسی می‌شود. روش‌های مختلفی برای انجام آمیزش مقعدی وجود دارد که در زیر آمده است.
- داگی استایل: روشی است که طی آن دخول با بیش‌ترین میزان نفوذ انجام می‌شود که در صورت درازی بیش از حد آلت وارد شده به مقعد طرف مقابل می‌تواند موجب وارد شدن فشار به خم‌روده فرد شود.
- آمیزش جنسی رو در رو: انجام آمیزش مقعدی در حالت رو در رو از دیگر روش‌های انجام آمیزش مقعدی است.
- شیوه قاشقی: روشی که اصطلاحاً به روش ۹۹ نیز شناخته می‌شود حالتی است که در آن موقعیت دو شریک جنسی، همچون دو قاشقِ درهم‌قرارگرفته است.
- شریک جنسی در رو: حالتی است که مرد در زیر و شریک جنسی در زیر قرار می‌گیرد.
- پگینگ: زن با دیلدو بنددار با مرد به مانند داگی استایل سکس آنال برقرار می‌کنند.

## روش‌هایی که لزوماً شامل دخول نیستند
آمیزش دهانی به تحریک آلت تناسلی با کمک دهان گفته می‌شود. در این روش ممکن است دخول صورت بگیرد و این عمل ممکن است قبل، در حین یا پس از معاشقه انجام شود. همچنین ممکن است به‌صورت همزمان (مانند روش ۶۹) صورت پذیرد یا این‌که تنها یکی از طرفین به این عمل اقدام کند.

### آمیزش دهانی

#### قضیب‌لیسی
قضیب‌لیسی یکی از روش‌های آمیزش دهانی است که طی آن طرف مقابل به تحریک آلت جنسی مرد با دهان می‌پردازد.
- در حالت نشسته
  - مرد به پشت دراز کشیده در حالی که شریک جنسی بر روی زانو و در میان پاهای مرد نشسته است.
  - مرد به پشت دراز کشیده در حالی که شریک جنسی در کنار پاهای مرد نشسته است.
  - مرد روی نیمکت، صندلی یا تخت نشسته است و شریک جنسی در مقابل او زانو زده است.
- در حالت ایستاده
  - مرد ایستاده است در حالی که شریک جنسی در جلوی او زانو زده، نشسته (روی صندلی، نیمکت یا لبه تخت) یا خم شده است.
  - مرد و شریک جنسی هر دو ایستاده‌اند در حالی که که شریک جنسی به سمت مرد خم شده است.
  - مرد ایستاده است و شریک جنسی طوری بر روی تخت خوابیده است که سر او از لبه تخت به سمت عقب آویزان باشد.
- درحالت دراز کشیده
  - در حالی که شریک جنسی به پشت دراز کشیده است، مرد در موقعیت رودرو و آلت جنسی او در دهان شریک جنسی قرار دارد.
  - در حالی که شریک جنسی به پشت دراز کشیده است، آلت جنسی مرد در میان پستان‌های شریک جنسی و در دهان او است.

#### فرج‌لیسی

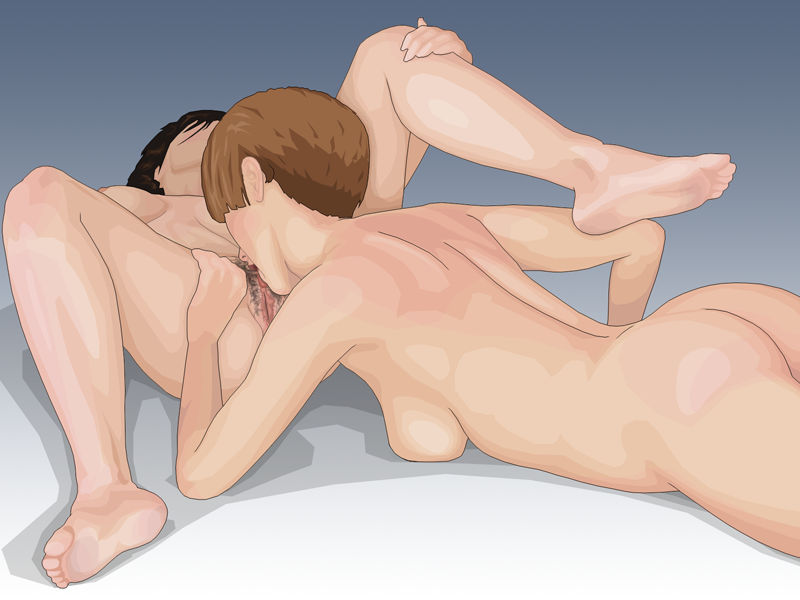
فرج‌لیسی توسط یک زن

یک روش آمیزش جنسی است که طی آن فرج و واژن با دهان مورد تحریک قرار می‌گیرد. برخی از حالت‌های ممکن در این روش عبارت‌اند از:
- زن ایستاده است و شریک جنسی در مقابل او نشسته است.
- زن بر روی لبه تخت نشته است و شریک جنسی در مقابل او زانو زده است.
- زن به‌صورت وارونه (بر روی دستانش) ایستاده است و شریک جنسی در مقابل او ایستاده است.
- زن همانند داگی استایل روی دست‌ها و پاهایش نشسته است و سر شریک جنسی از پشت در میان پاهای او قرار دارد.
- زن همانند روش میشنری به پشت دراز کشیده است. شریک جنسی در میان پاهای او نشسته است.

#### روش ۶۹
در این روش هر دو شریک جنسی به‌صورت همزمان مشغول تحریک آلت جنسی طرف مقابل با کمک دهان خود هستند. این کار می‌تواند به‌صورت میشنری، پهلو به پهلو یا به‌صورت یکی ایستاده و دیگری وارونه انجام پذیرد.

#### مقعدلیسی
یکی از روش‌های آمیزش جنسی است که زیرمجموعه روش‌های آمیزش مقعدی محسوب می‌شود. این روش می‌تواند در حالت‌های مختلفی انجام شود.
- شریک جنسی منفعل همانند حالت متداول در داگی استایل بر روی چهار دست و پای خود نشسته و شریک جنسی فعال از پشت مشغول است.
- شریک جنسی منفعل همانند حالت قرارگیری مردرو به پشت دراز کشیده در حالی که پاهاش رو به بالا است و شریک جنسی فعال در مقابل او قرا گرفته است.
- هر دو شریک جنسی، در حالت ۶۹ قرار دارند.[۱۲][۱۳]
- در حالتی موسوم به ترومبون زنگ‌زده، شریک جنسی مرد ایستاده است در حالی که شریک جنسی دیگر در پشت او زانو زده است و همزمان مشغول مقعدلیسی و مالیدن آلت جنسی مرد است.[۱۴]

#### روش‌های دیگر
- انگشت کردن

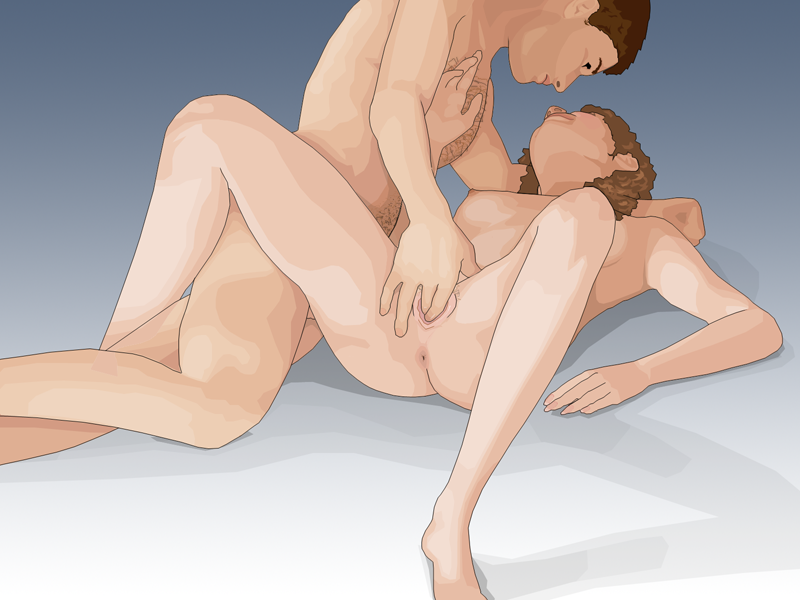
انگشت کردن یک زن توسط یک مرد

انگشت کردن عملی است که طی آن، انگشت یا انگشتان فرد دست به درون مقعد یا واژن طرف مقابل فرستاده می‌شود.
- مشت کردن

مشت کردن عملی است که طی آن، انگشتان فرد دست به‌صورت مشت شده به درون مقعد یا واژن طرف مقابل فرستاده می‌شود. این عمل نیازمند مقدار زیادی ماده روان‌کننده است. این عمل می‌تواند منجر به وارد شدن آسیب‌های جدی و حتی کشنده به مقعد یا واژن طرف مقابل شود.

## روش‌های بدون دخول
روش‌هایی که به‌عنوان روش‌های بدون دخول تلقی می‌شوند، روش‌هایی هستند که طی آن‌ها هر نوع دخول (آلت جنسی یا سایر اعضا) در آنها انجام نمی‌شود و معمولاً با مالیدن آلت جنسی به انجام می‌رسند. این روش‌ها می‌تواند صرفاً محدود به آلت جنسی شریک‌های جنسی محدود باش یا این‌که به بخش‌های دیگر بدن آن‌ها مانند مقعد توسعه پیدا کند. در زیر برخی از این روش‌ها اشاره شده‌اند.

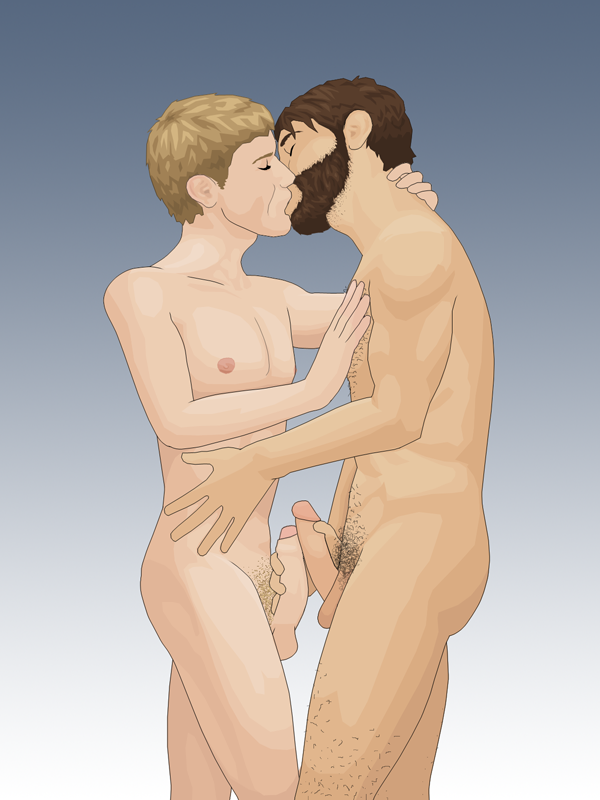
دو مرد در حال مالیدن آلت‌های جنسی خود به یکدیگر

- لاپستانی
- پاکام‌دهی
- دست‌کام‌دهی
- خودارضایی دوطرفه

### آلت به آلت مالی
مالیدن آلت تناسلی به آلت تناسلی فرد دیگر در هر دو جنس انجام می‌شود و معمولاً به‌صورت مالیدن آلت دو فرد همجنس است با این‌حال انجام آن میان دو فرد غیرهمجنس نیز غیرمعمول نیست. این روش از جمله روش‌های آمیزش جنسی بدون انجام دخول است که در میان جانوران هم دیده می‌شود. دو حالت اصلی متداول برای این روش عبارت است از:
- میان دو جنس مخالف یا دو همجنس: قرار گرفتن آلت جنسی مرد در میان پای شریک جنسی (زن یا مرد) و مالیده شده آن با واژن یا بیضه فرد مقابل
- میان دو جنس موافق: این روش شامل مالیده شدن آلت جنسی دو مرد یا مالیده شدن آلت جنسی دو زن به یکدیگر است.

## آمیزش جنسی گروهی
آمیزش جنسی گروهی یکی دیگر از روش‌های آمیزش جنسی است. اگرچه آمیزش جنسی گروهی به این معنی نیست که همه افراد شریک در آن، به‌صورت همزمان دارای تماس جنسی با یکدیگر هستند، با این‌حال برخی از روش‌های متداول در آن، مستلزم سه یا تعداد بیشتری از افراد مشارکت کننده است. در زیر برخی از روش‌هایی که زیرمجموعه روش‌های آمیزش جنسی گروهی قرار دارند، آورده شده‌اند.

### سه نفره
زمانی‌که سه نفر در آمیزش جنسی با یکدیگر مشارکت داشته باشند، به این نوع آمیزش جنسی، سکس سه‌نفره یا اصطلاحاً تری‌سام گفته می‌شود. این سه نفر ممکن است سه مرد، سه زن، دو مرد و یک زن یا دو زن و یک مرد باشند. روشهای مختلفی برای انجام این نوع آمیزش جنسی وجود دارد که در ادامه آورده شده‌اند.
- نفر اول مشغول رابطه دهانی با نفر دوم است، در حالی‌که خود مشغول رابطه مقعدی یا واژنی با فرد سوم است. بعضی مواقع به این حالت، روش اصطلاحاً اسپیت روست[c] گفته می‌شود.
- روش ۳۶۹، روشی که در آن دو نفر مشغول انجام روش ۶۹ هستند و نفر سوم مشغول دخول به یکی از این دونفر است. این روش معمولاً شامل دخول نفر سوم به‌صورت داگی استایل با نفر بالایی در وضعیت ۶۹ است.[۲۵]
- یک مرد مشغول آمیزش جنسی مقعدی یا واژنی با شریک جنسی خود است، در حالی که فرد دیگری (زن یا مرد) مشغول رابطه مقعدی با خود او است.
- سه شریک جنسی به‌صورت موازی در کنار یکدیگر ایستاده یا دراز کشیده‌اند به‌صورتی که یکی از آنها در میان دونفرشان قرار دارد. این روش، بعضی مواقع روش ساندویچی خوانده می‌شود. در این روش دخول دوگانه به صورت همزمان یا غیرهمزمان در مقعد و واژن نفر میانی انجام می‌شود.
- دو شریک جنسی مشغول رابطه مقعدی یا واژنی با یکدیگر هستند، در حالی‌که یکی یا هردو مشغول یک رابطه دهانی با نفر سوم هستند.
- هر سه شریک جنسی به‌صورت همزمان مشغول رابطه جنسی دهانی/مقعدی/واژنی با یکدیگر هستند. این روش، معمولاً چرخه آفتابگردان[d]خوانده می‌شود.

### چهارنفره
زمانی‌که چهار نفر در آمیزش جنسی با یکدیگر مشارکت داشته باشند، به این نوع آمیزش جنسی، سکس چهارنفره یا اصطلاحاً فورسام گفته می‌شود. روش ۴۶۹، روشی متداول در آمیزش جنسی چهارنفره است. در این روش، دو نفر مشغول انجام روش ۶۹ هستند و دو نفر دیگر به‌صورت همزمان مشغول رابطه مقعدی یا واژنی با دو فرد مشغول در روش ۶۹ هستند. این روش مانند روش ۳۶۹ است با این تفاوت که در طرف مقابل نفر چهارم نیز حضور دارد.

### چندنفره
روشهای چندنفره، روش‌هایی هستند که می‌تواند با کمک تعداد مختلفی از شریک‌های جنسی به انجام برسند. در ادامه برخی از آنها آورده شده‌اند.
- زمانی که یک زن یا مرد با گروهی از مردان یا زنان مشغول رابطه جنسی شود به این روش اصطلاحاً گنگ بنگ گفته می‌شود.
- گروهی از مردان مشغول خودارضایی و ریختن مایع منی خود بر روی صورت یک فرد هستند. به این روش اصطلاحاً بوکاکی گفته می‌شود.[۲۶][۲۷]
- آمیزش جنسی گروهی از مردان در حالی که تشکیل حلقه‌ای داده‌اند و مشغول خودارضایی هستند. به این روش اصطلاحاً حلقه خودارضایی (Circle jerk) گفته می‌شود.
- گروهی از مردان، زنان یا هردو، هر کدام مشغول آنجا رابطه دهانی، واژنی یا مقعدی با نفر کناری خود هستند که به این مجموعه اصطلاحاً چرخه آفتاب‌گردانی گفته می‌شود.[۲۸][۲۹]

### دخول چندگانه
روشی است که طی آن، یک فرد مورد دخول چندگانه همزمان واقع می‌شود. دخول می‌تواند شامل استفاده از انگشتان دست یا پا، اسباب بازی‌های جنسی یا آلت جنسی مردانه انجام پذیرد. صحنه‌هایی از این نوع آمیزش در فیلم‌های پورنوگرافی به نمایش درمی‌آید.
اگر یک شخص از دو طریق مورد دخول قرار بگیرد، اصطلاحاً به این روش دخول دوگانه یا به‌صورت مخفف دی‌پی (DP) می‌گویند. دخول دوگانه می‌تواند شامل دخول در واژن، مقعد، دهان یا همگی باشد. برخی از موارد این روش آمیزش، در زیر آورده شده است.
- دخول دوگانه همزمان آلت دو مرد در مقعد فرد سوم. این روش معمولاً با عنوان روش دخول دوگانه مقعدی[g] شناخته می‌شود.
- دخول دوگانه همزمان آلت دو مرد در واژن فرد سوم. این روش معمولاً با عنوان روش دخول دوگانه واژنی[h] شناخته می‌شود.
- دخول همزمان آلت دو مرد در واژن و مقعد فرد سوم. این روش می‌تواند با کمک آلت تناسلی مرد یا دیلدو انجام شود.
- دخول همزمان آلت تناسلی دو مرد در دهان و واژن یا مقعد فرد سوم.

## نگارخانه

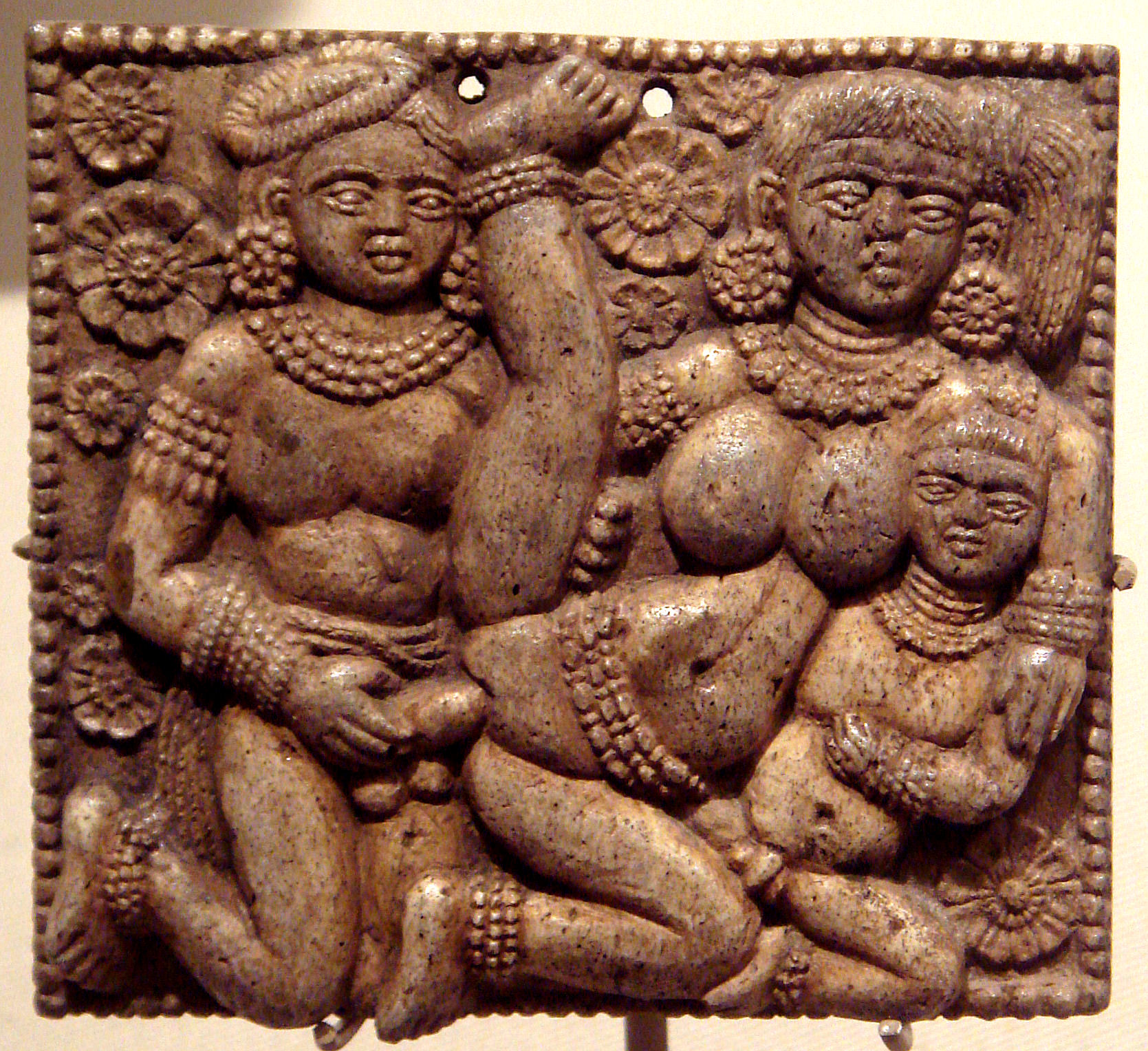
یک مجسمهٔ صحنهٔ معاشقه منسوب به امپراطوری شونگا (یک قرن پیش از میلاد)
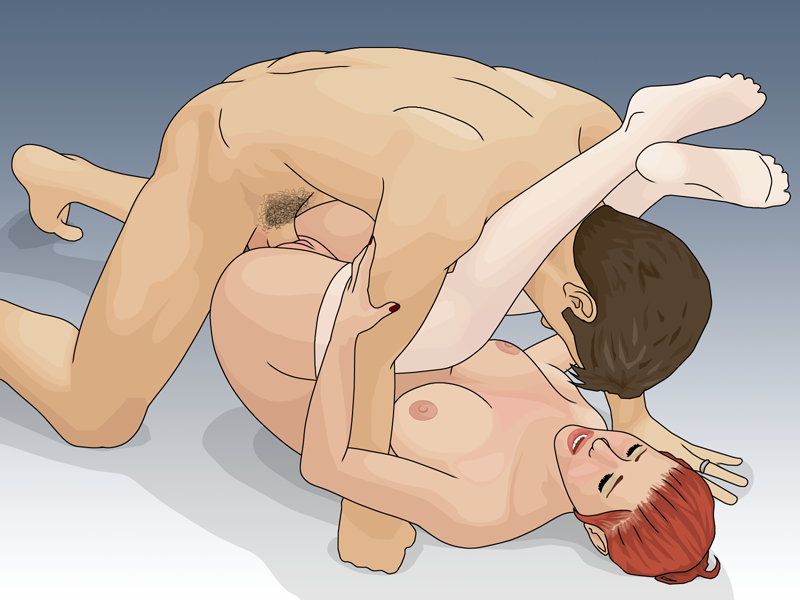
پوزیشن میسیونری با قرارگیری پاهای زن روی شانهٔ مرد، یکی از متداول‌ترین روش‌های آمیزش جنسی.
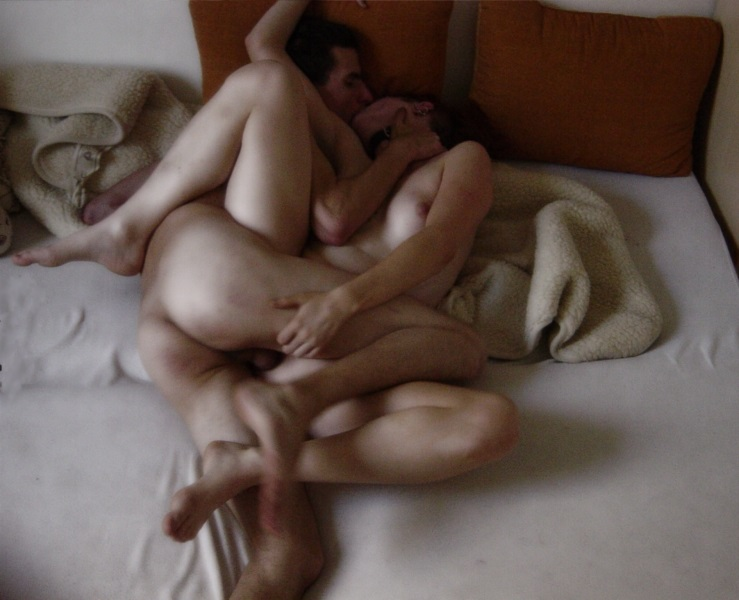
روش پهلو به پهلو
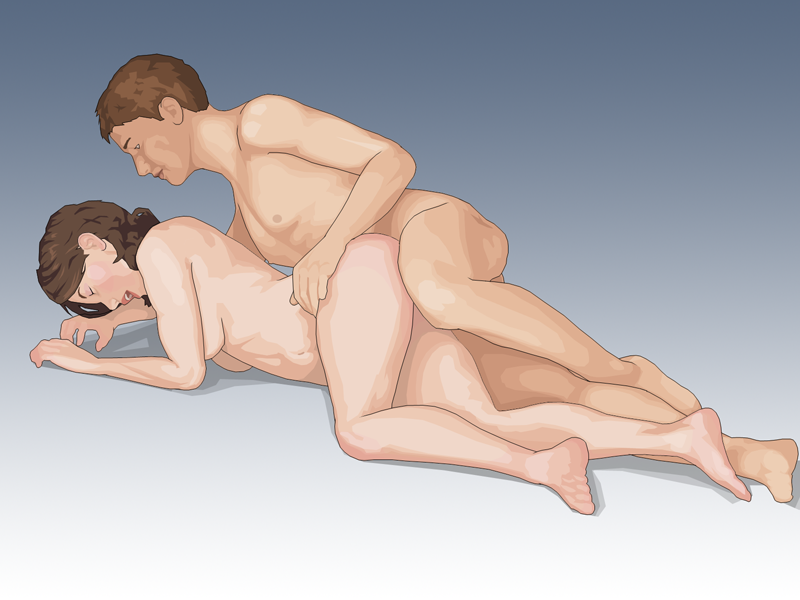
دخول واژینال یا مقعدی با روش آمیزش شیوهٔ قاشقی
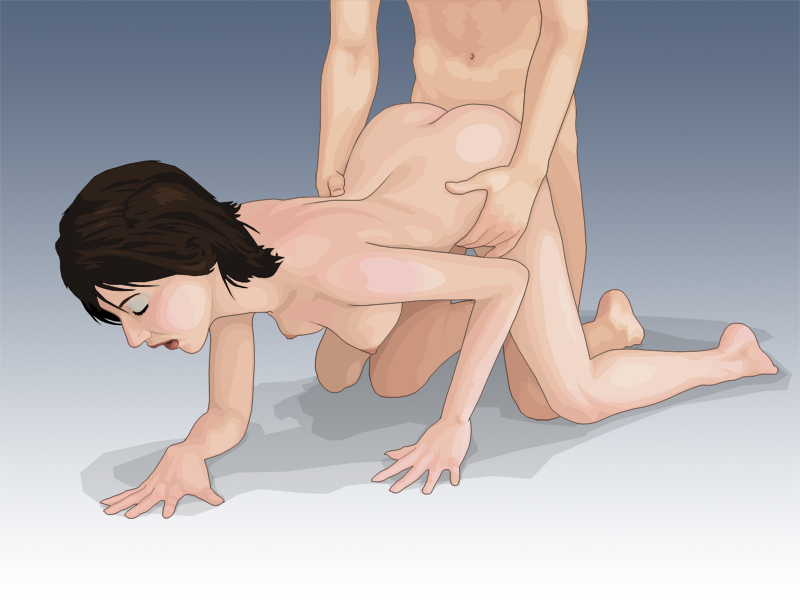
موقعیت دخول از پشت که معمولاً به آن داگی استایل می‌گویند. به شریک دریافت‌کننده می‌توان به‌صورت واژینال یا مقعدی دخول کرد.
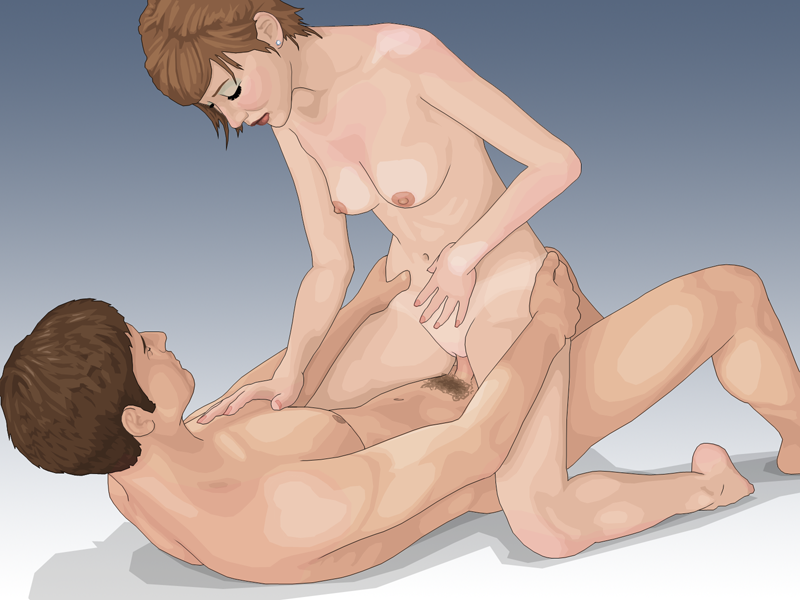
در این حالت زن باقرار گرفتن روی مرد همانند یک سوارکار، بر روی آلت مرد سوار می‌شود.
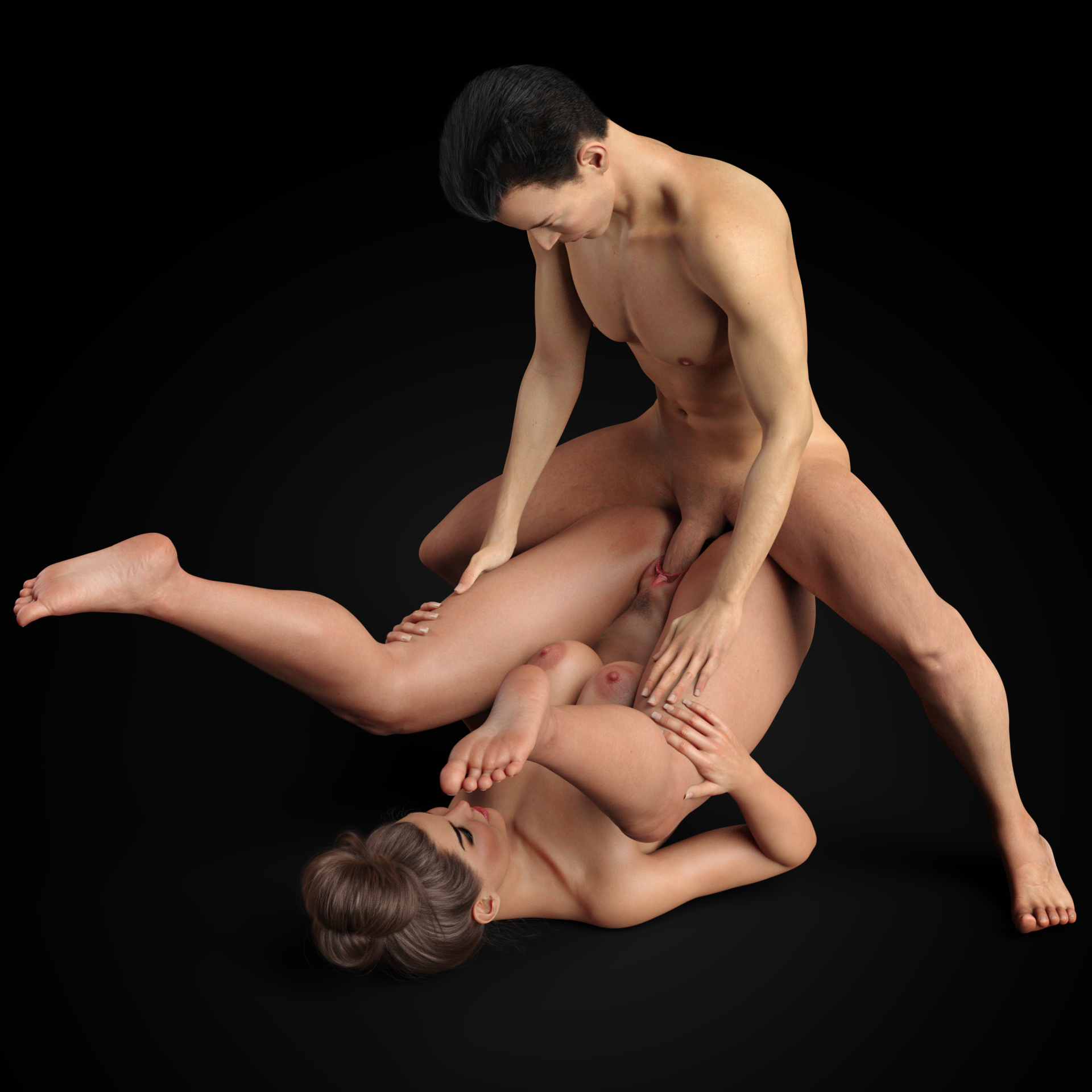
یک مرد و زن در حال انجام آمیزش جنسی با پوزیشن شمع کوب
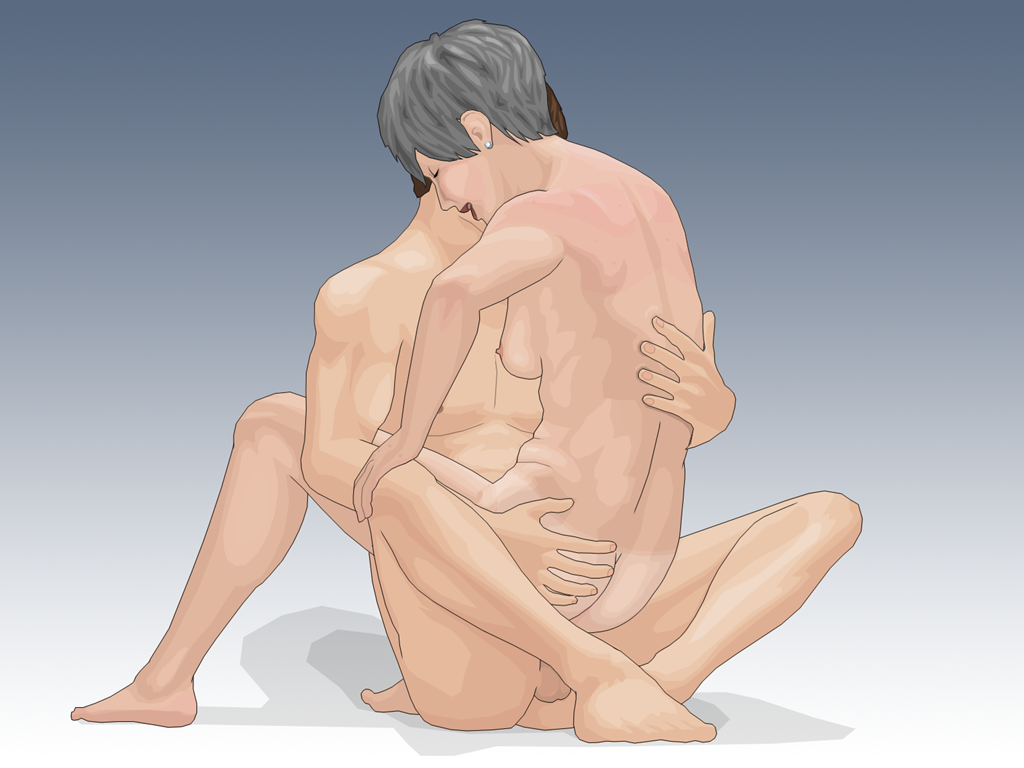
دخول واژینال یا مقعدی به‌صورت نشسته
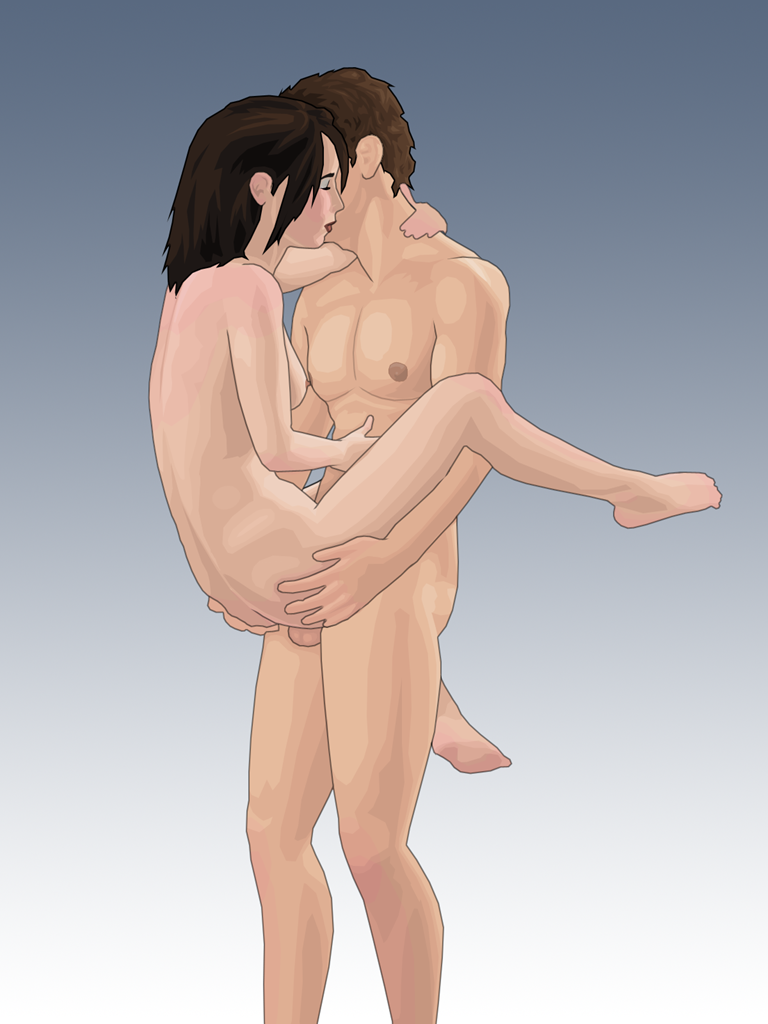
دخول به‌صورت ایستاده
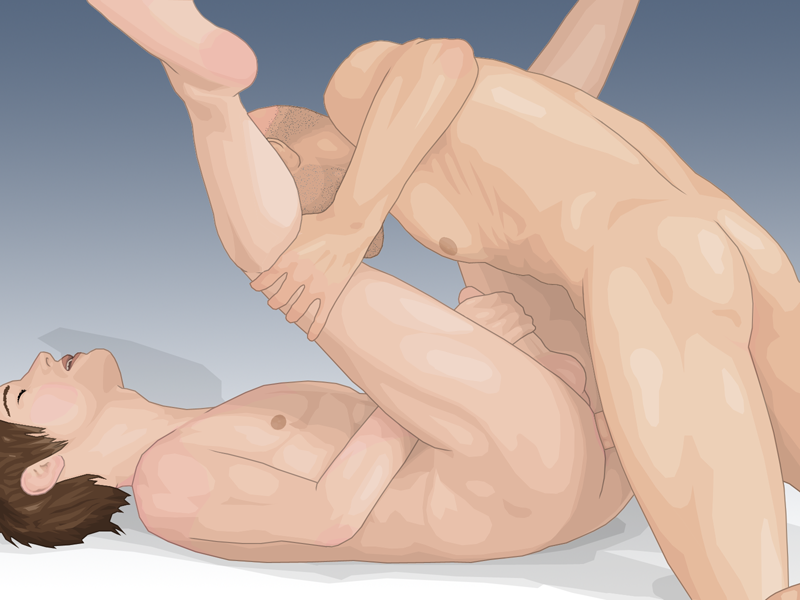
روش رو در رو (میشنری) با دخول مقعدی
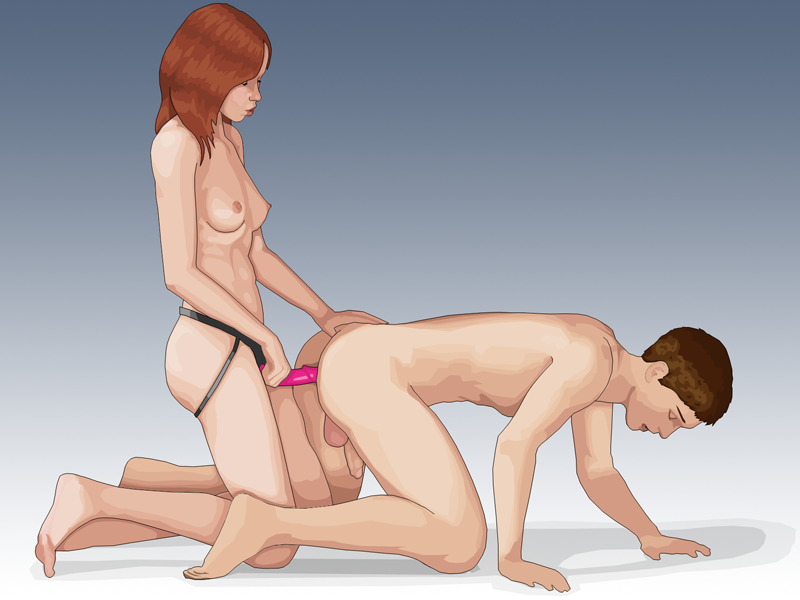
یک پارتنر زن در حال میخ‌زنی یک پارتنر مرد
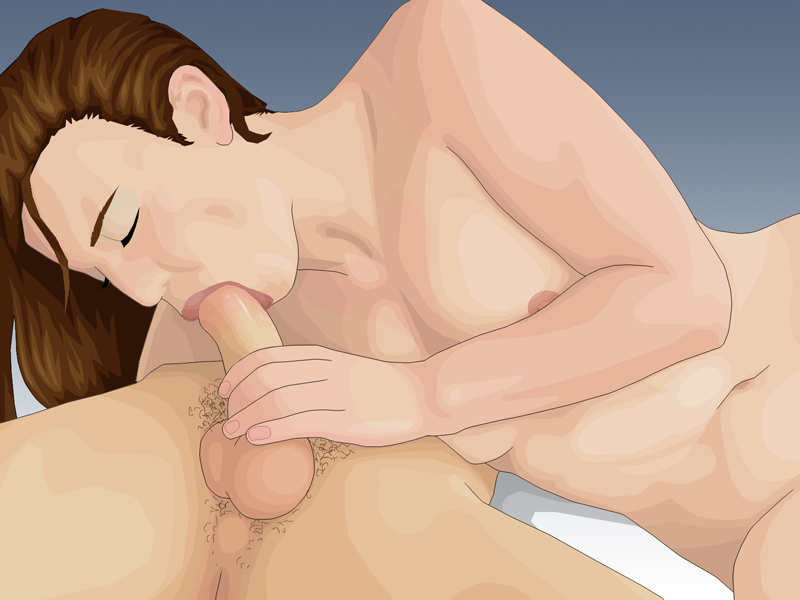
قضیب‌لیسی توسط یک زن
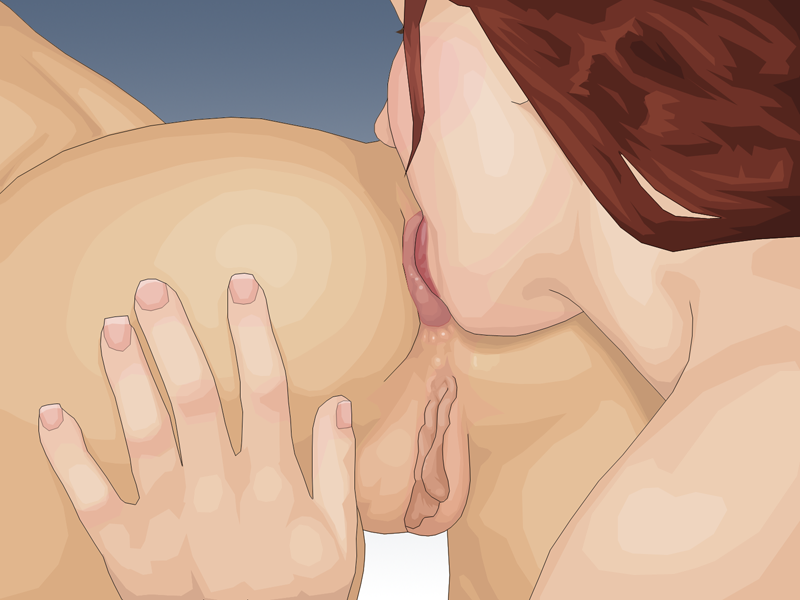
مقعدلیسی یک زن توسط زنی دیگر
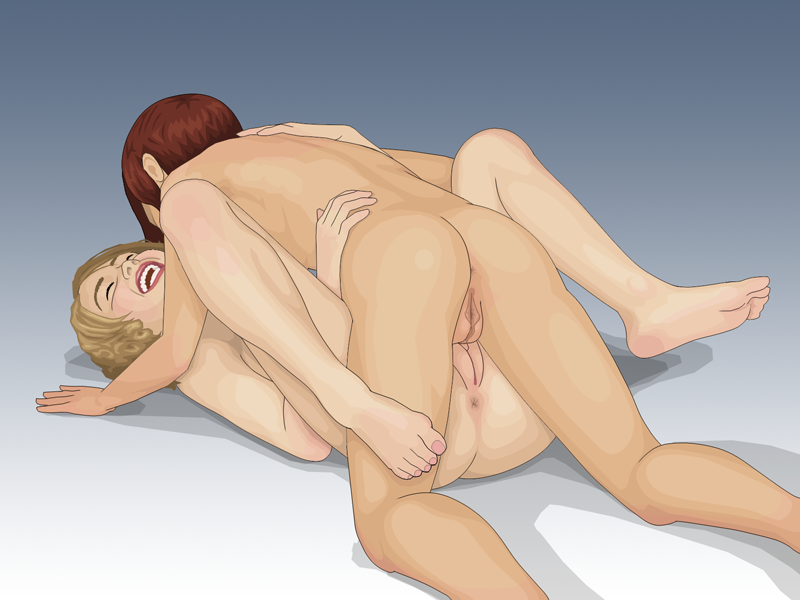
دو زن در حال مالیدن واژن خود به یکدیگر با روش رو در رو
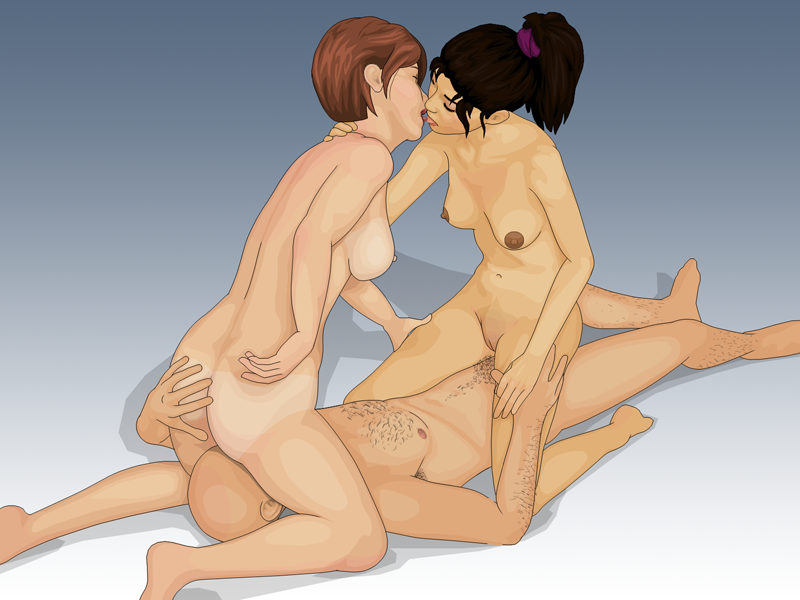
یک مرد در حال دخول واژنی با یک زن و فرج‌لیسی زن دیگر به‌صورت همزمان
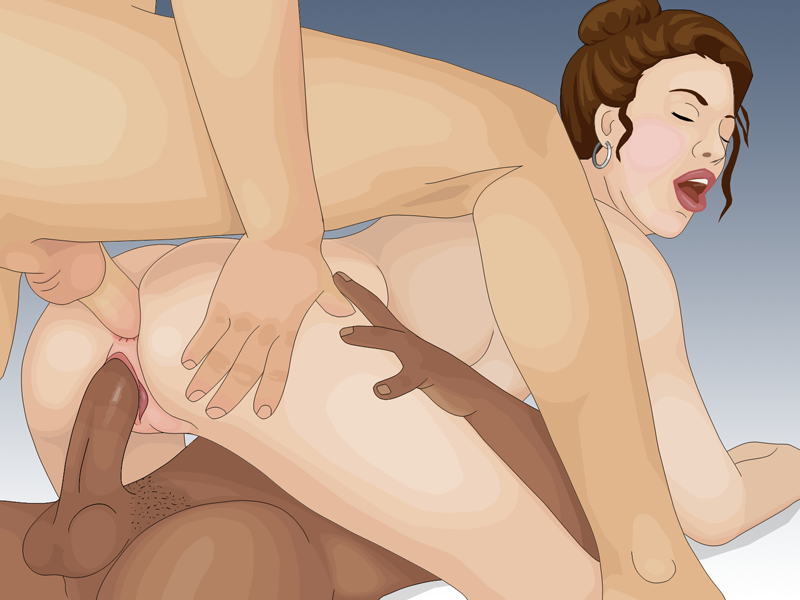
دخول همزمان مقعدی و واژنی دو مرد با یک زن
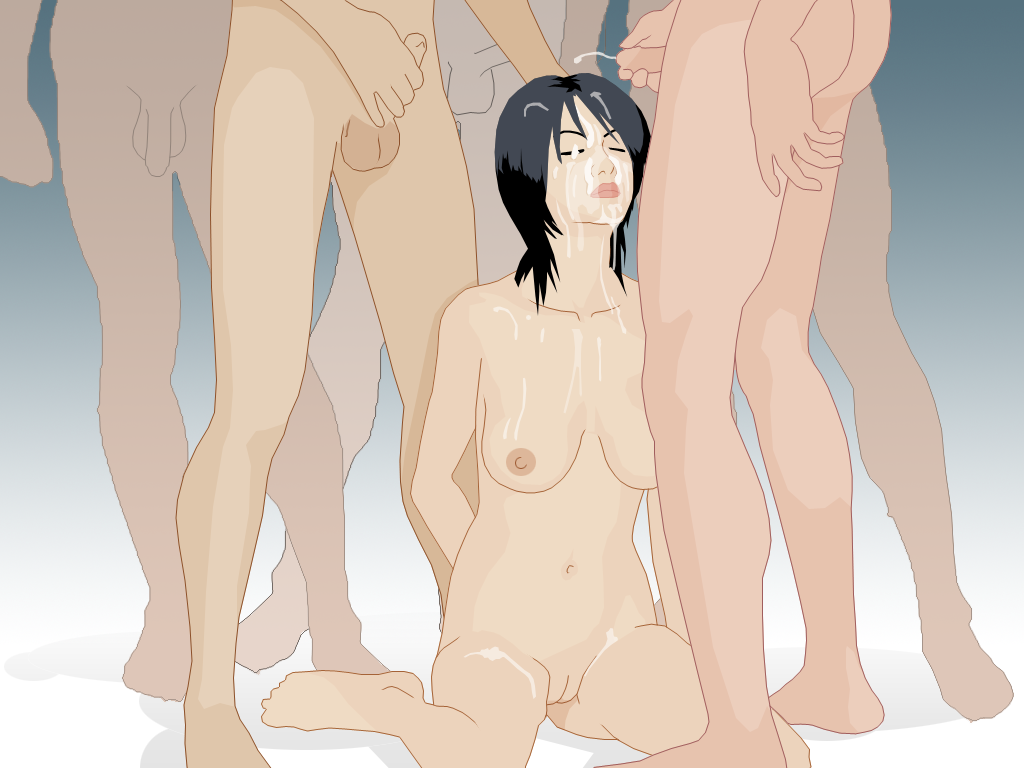
انجام بوکاکی توسط یک زن در مقابل چند مرد
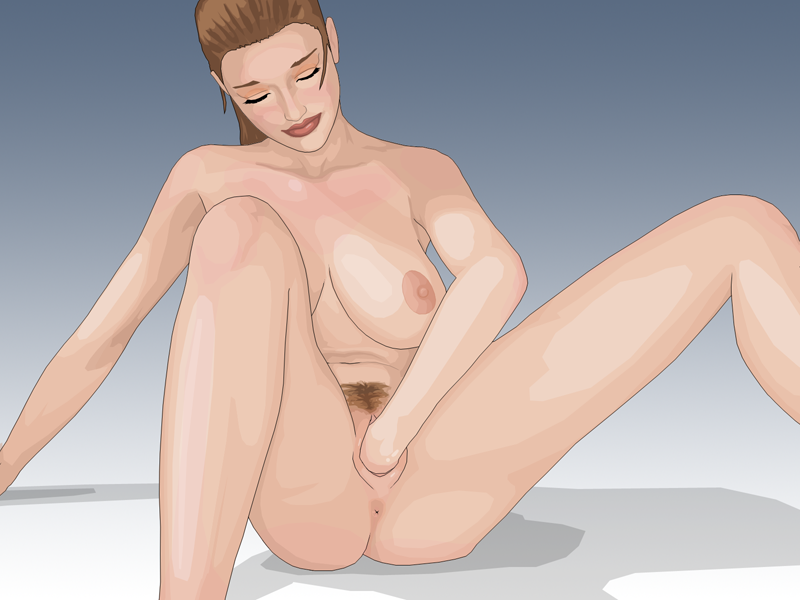
فروکردن مشت در واژن
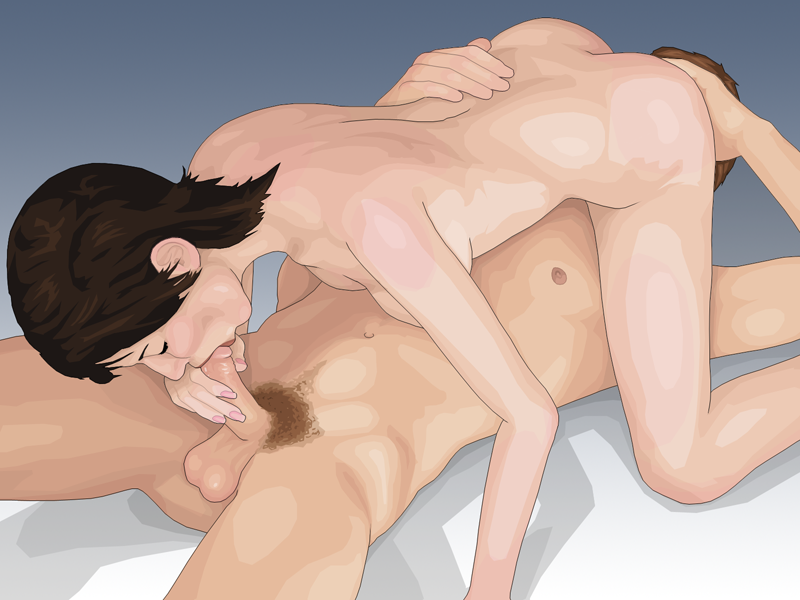
قضیب‌لیسی و فرج‌لیسی همزمان
(معروف به پوزیشن ۶۹)

## واژه‌نامه
1. ↑  Phallic object
2. ↑  Threesome
3. ↑  Spit roast
4. ↑  Daisy chain
5. ↑  Foursome
6. ↑  Double penetration
7. ↑  Double anal penetration
8. ↑  Double vaginal penetration